# Сант'Еузанио Форконезе
Сант'Еуза̀нио Форконѐзе (на италиански: Sant'Eusanio Forconese) е село и община в Южна Италия, провинция Акуила, регион Абруцо. Разположено е на 591 m надморска височина. Населението на общината е 413 души (към 2010 г.).